# 다니엘 노보아
다니엘 로이 힐크리스트 노보아 아신(스페인어: Daniel Roy Gilchrist Noboa Azín, 스페인어 발음: [daˈnjel noˈβo.a], 1987년 11월 30일~)은 에콰도르의 정치인, 사업가로 현재 제48대 에콰도르 대통령으로 재임 중이다.
미국에서 유학 생활을 한 후 아버지인 알바로 노보아가 설립한 수출 기업인 노보아 코퍼레이션에서 여러 직책을 맡았다. 이후 2021년부터 2023년까지 에콰도르 의원을 역임했으며 2023년 에콰도르 정치 위기 당시 대통령인 기예르모 라소의 무에르테 크루사다의 원리에 따라 의원직에서 사임했다. 이후 라소가 대통령직에서 사임을 하자 치러진 보궐 선거를 통해 2023년 10월 16일에 에콰도르 역사상 최연소로 대통령에 당선되었다. 2025년 4월 17일 치러진 2025년 에콰도르 총선에서 라파엘 코레아 전 대통령의 후계자, 루이사 곤살레스를 누르고 재선에 성공했다.

## 역대 선거 결과
| 선거명      | 직책명            | 대수 | 정당         | 1차 득표율 | 1차 득표수  | 2차 득표율 | 2차 득표수  | 결과 | 당락 |
| ----------- | ----------------- | ---- | ------------ | ---------- | ----------- | ---------- | ----------- | ---- | ---- |
| 2023년 선거 | 에콰도르의 대통령 | 48대 | 국민민주행동 | 23.47%     | 2,315,296표 | 51.83%     | 5,251,695표 | 1위  |      |
| 2025년 선거 | 에콰도르의 대통령 | 48대 | 국민민주행동 | 44.17%     | 4,527,606표 | 55.63%     | 5,870,618표 | 1위  |      |